# Айкікен

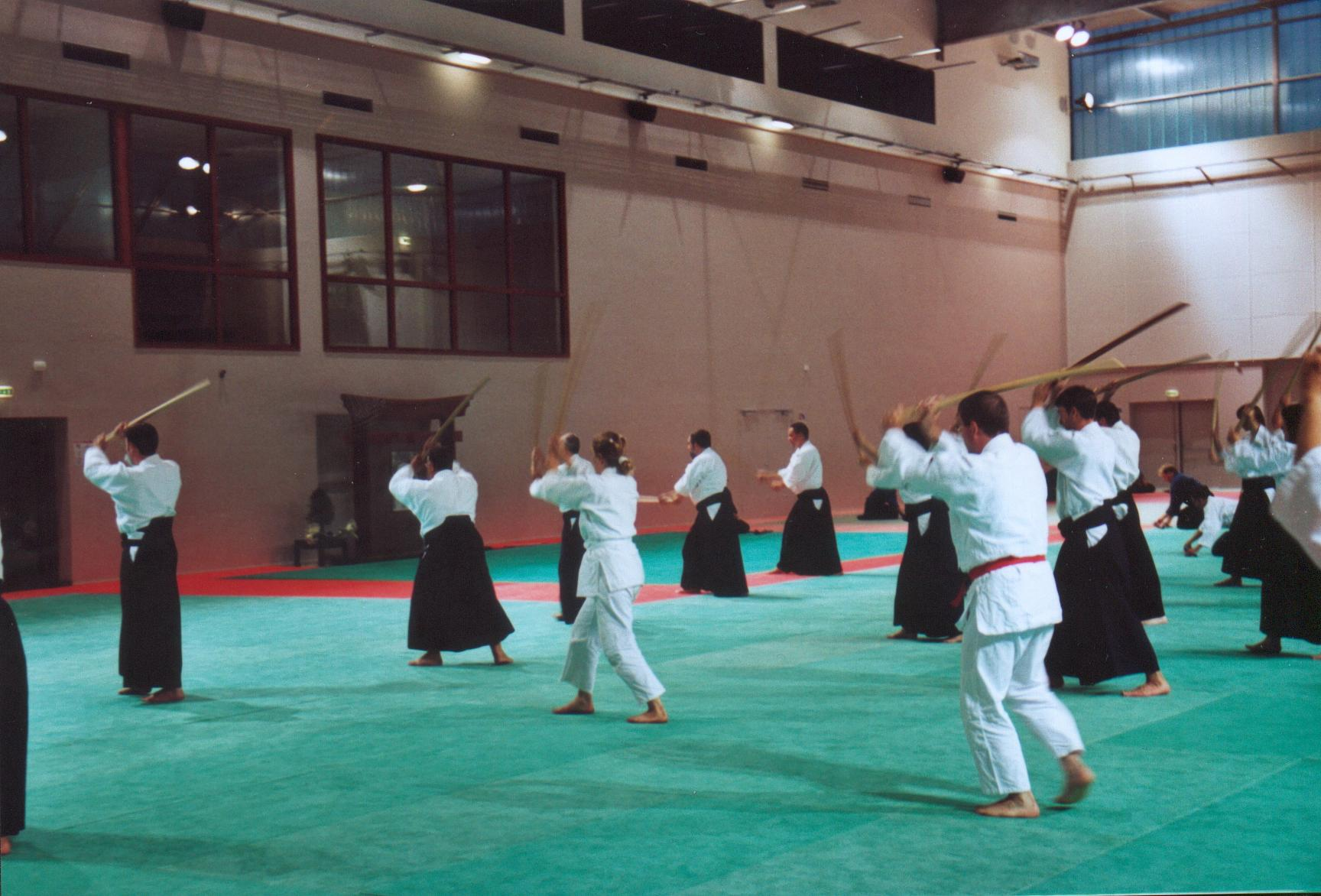
Тренування айкікен під час міжнародного семінару у Лесневен Айкідо, Лесневен, 2006, Франція.

Айкікен (Хіраґана: あいきけん) — назва сукупності технік японського меча, що виконуються відповідно до принципів Айкідо, які вперше виклав Уесіба Моріхей (засновник айкідо), а згодом удосконалив Сайто Моріхіро, один із найуспішніших учнів Уесіби.